# NGC 4845
NGC 4845 (другие обозначения — NGC 4910, UGC 8078, MCG 0-33-25, ZWG 15.49, IRAS12554+0150, PGC 44392) — спиральная галактика (тип Sa) в созвездии Дева. Классифицируется как сейфертовская галактика 2 типа (то есть эмиссионные линии в её спектре не уширены) с высокой поверхностной яркостью.
Этот объект входит в число перечисленных в оригинальной редакции «Нового общего каталога», причём входит в него дважды (с обозначениями NGC 4845, NGC 4910).
В центре галактики находится сверхмассивная чёрная дыра с массой около 230 тыс. M⊙. В начале 2011 года было обнаружено разрушение низкомассивного объекта (коричневого карлика или планеты-гиганта массой не более 14-30 масс Юпитера), двигавшегося вблизи чёрной дыры; в результате аккреции газа на неё светимость в рентгеновском диапазоне возросла более чем в 100 раз. Рентгеновская вспышка, достигшая максимума в январе 2011 года, наблюдалась космической обсерваторией Integral (ЕКА) а также XMM-Newton (ЕКА), Swift (НАСА) и детектором MAXI (Япония, на борту МКС). Пиковый поток в диапазоне 2-10 кэВ достигал 5⋅10−11 эрг·см−2·с−1. В течение как минимум 20-30 лет до этого события никакой переменной рентгеновской активности в галактике не наблюдалось. Событие разрушения чёрной дырой объекта планетарной массы зафиксировано впервые.